# RUM-139 VL-ASROC
RUM-139 VL-ASROC (скор. англ. Vertical Launch ASROC (ASROC — прийняте в США скорочення терміну Anti-Ship ROCket) — Протикорабельна ракета вертикального пуску) — протичовнова ракета розробки США, модифікація ракети RUR-5 ASROC, що використовує універсальну УВП Mk 41. Основний засіб ураження підводних човнів, що знаходиться на озброєнні надводних кораблів ВМС США. Використовується також у ВМС деяких інших країн.

## Історія створення
Розробка ракети почалася у 1983 році, коли підприємство «Гудїр Аероспейс» (англ. Goodyear Aerospace) отримало контракт від ВМС США на створення протичовнової ракети надводного базування, яка буде сумісна з установкою вертикального пуску (УВП) Mk 41. Проектування проходило з великими затримками, та тривало до 1996 року. У 1986 році компанія Goodyear Aerospace була поглинена компанією «Лорал» (англ. Loral), а остання в свою чергу — компанією «Локгід Мартін» (англ. Lockheed Martin) у 1995 році.
Прийняття VLA на озброєння очікувалось у 1989 році, проте у 1988 році як єдина протичовнова зброя для надводних кораблів та підводних човнів була прийнята ракета MGM-52 Sea Lance. В 1990 році розробка Sea Lance ракети припинилася, і проект VLA був продовжений.
Головним завданням розробників було збільшити дальність стрільби до радіуса виявлення нового сонара AN/SQS-53 (13,5 км) при більш масивній бойовій частині (протичовнові торпеди Mark 46 або Mark 50).

## Конструкція пускової установки
Як пускова установка застосовується універсальна УВП Mk 41.
З мінімальними модифікаціями ракета може бути запущена з балкової пускової установки Mk 26 і з контейнерної пускової установки Mk 112.

## Управління стрільбою
Управління стрільбою здійснюється за допомогою бойової інформаційної системи (англ. ASW Combat System — ASWCS) SQQ-89. Вона включає в себе систему управління підводного стрільбою (англ. Underwater Fire Control System — UFCS) Mk 116 Mod 6 або Mod 7, пристрій обміну даними з БІКС корабля, стаціонарний сонар AN/SQS-53, буксирований сонар AN/SQR-19, сигнальний процесор AN/SQQ-28 для обробки даних від гідроакустичних буїв, переданий через гелікоптер системи LAMPS Mk III (англ. Light Airborne Multi-Purpose System).

## Конструкція ракети
Основу системи управління становить цифровий автопілот (англ. digital autopilot, DAC), який використовує управління вектором тяги, щоб вивести ракету на потрібний кут піднесення (40° на початковій ділянці, 29° на маршовій). З метою зниження впливу вітрового зносу на великих висотах траєкторію ракети роблять більш пологою. Як і в класичному ASROC дальність польоту регулюється вимиканням двигуна та відділенням бойової частини в потрібній точці траєкторії.
Ракета поставляється в транспортно-пусковому контейнері Mk 15 Mod 0 VLS, який виключає необхідність проведення технічного обслуговування на борту корабля.

## Виробництво
Починаючи з 1993 року фірма «Локгід Мартін» випустила понад 900 одиниць VLA.

## Модернізація
У перших комплексах VLA застосовувалася стояла на озброєнні ракета RUR-5 ASROC з модернізованим твердопаливним прискорювачем та цифровою системою наведення. Як бойову частину вона несла самонавідну протичовнову торпеду Mk 46, яка в певній точці траєкторії скидалася на парашуті. Починаючи з 1996 року ракета була замінена новою RUM-139A, а потім RUM-139B.
Пропонувалося замінити торпеду Mk 46 на Mk 50, однак пропозиція була відхилена.
У зв'язку з появою концепції мережевих бойових дій (net-centric warfare operations) планується збільшити дальність стрільби в 4—5 разів у версії VLA-ER (англ. VLA Extended Range), за рахунок введення аеродинамічних несучих елементів. Передбачається, що цієї модифікації будуть піддані 90 % знаходяться на озброєнні VLA. Планується також створення уніфікованої ракети для корабельного та повітряного базування CLAW (англ. Common Launch Anti-submarine Weapon).

## Тактика застосування
Після старту ракета автономна і її траєкторія з носія не коригується. Дальність стрільби визначається часом горіння твердопаливного заряду маршового двигуна, який вводиться в реле часу перед пуском. У розрахунковій точці траєкторії відділяється маршовий двигун та розкривається парашут, що забезпечує гальмування та приводнення торпеди. При вході у воду відбувається відділення парашута та запуск двигуна торпеди, яка починає пошук цілі.

## Кораблі-носії
- Ракетні крейсери типу «Тикондерога»
- Ескадрені міноносці КРЗ типу «Арлі Берк»